# Hers-Vif
Hers-Vif (lub Grand-Hers) – rzeka we Francji, przepływająca przez tereny departamentów Ariège, Aude i Górna Garonna, o długości 134,9 km. Stanowi dopływ rzeki Ariège.